# Chinoperla reducta
Chinoperla reducta är en bäcksländeart som först beskrevs av Dirk Cornelis Geijskes 1952.  Chinoperla reducta ingår i släktet Chinoperla och familjen jättebäcksländor. Inga underarter finns listade i Catalogue of Life.